# Aleuron neglectum
Aleuron neglectum, popularmente conhecida como mariposa-esfinge, é uma espécie de artrópode lepidóptero, mais especificamente de mariposa, pertencente à família dos esfingídeos (Sphingidae).

## Taxonomia
Aleuron neglectum foi descrita por Lionel Walter Rothschild e Karl Jordan em 1903. Foi redescrita como Rhodosoma flavidus por Zhu e Wang em 1997 procedente da província de Heilonquião, na China, mas se assume que houve erro na identificação ou importação acidental. Seu epíteto específico alude ao fato de que, antes de sua descrição, seus espécimes estiveram misturados junto de outras espécies nas coleções neotropicais. Foi proposto que exista a subspécie A. n. paraguayana, mas sua confirmação ainda está em aberto.

## Descrição
Aleuron neglectum apresenta muitas semelhanças com Aleuron iphis, mas as espécies são distinguíveis pela presença, em A. neglectum, de uma mancha mediana menor, preta (não marrom) na face inferior da asa anterior. A faixa branca basal da face superior do abdome de A. iphis é muito mais estreita do que em A. neglectum, sendo o tergito seguinte não marrom. A face superior da asa anterior de A. iphis é muito semelhante a A. neglectum, mas difere nas linhas medianas pretas indistintas posteriormente, exceto a mais basal, que é delimitada de branco na base, mas não distalmente, exceto na margem costal. A face inferior da asa anterior apresenta uma mancha mediana preta menor (marrom em A. iphis) que geralmente não toca a célula discal, pelo menos não entre M3 e CuA1, onde sempre há uma mancha da cor de fundo na base da célula M3 - CuA1.

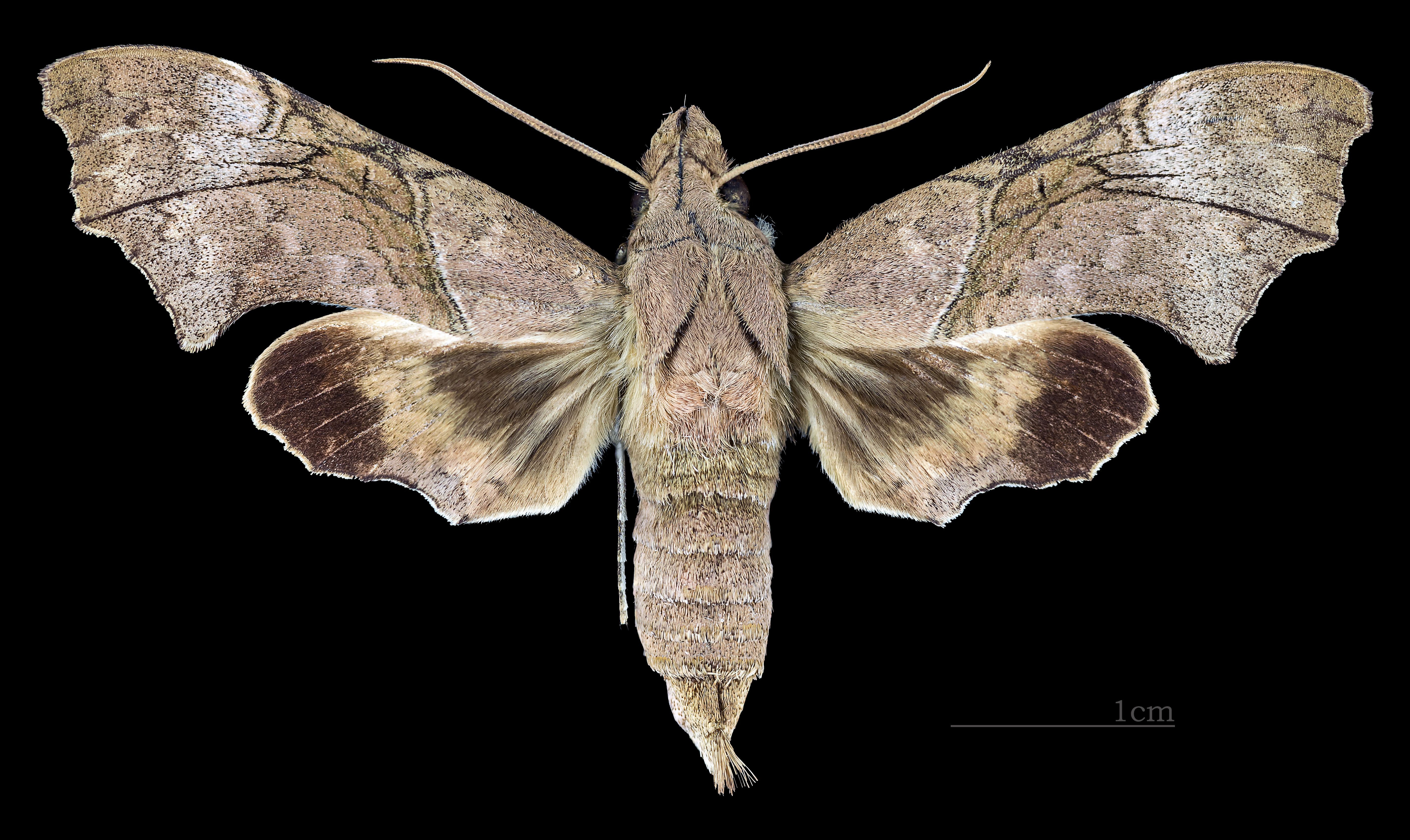
Dorsal da fêmea
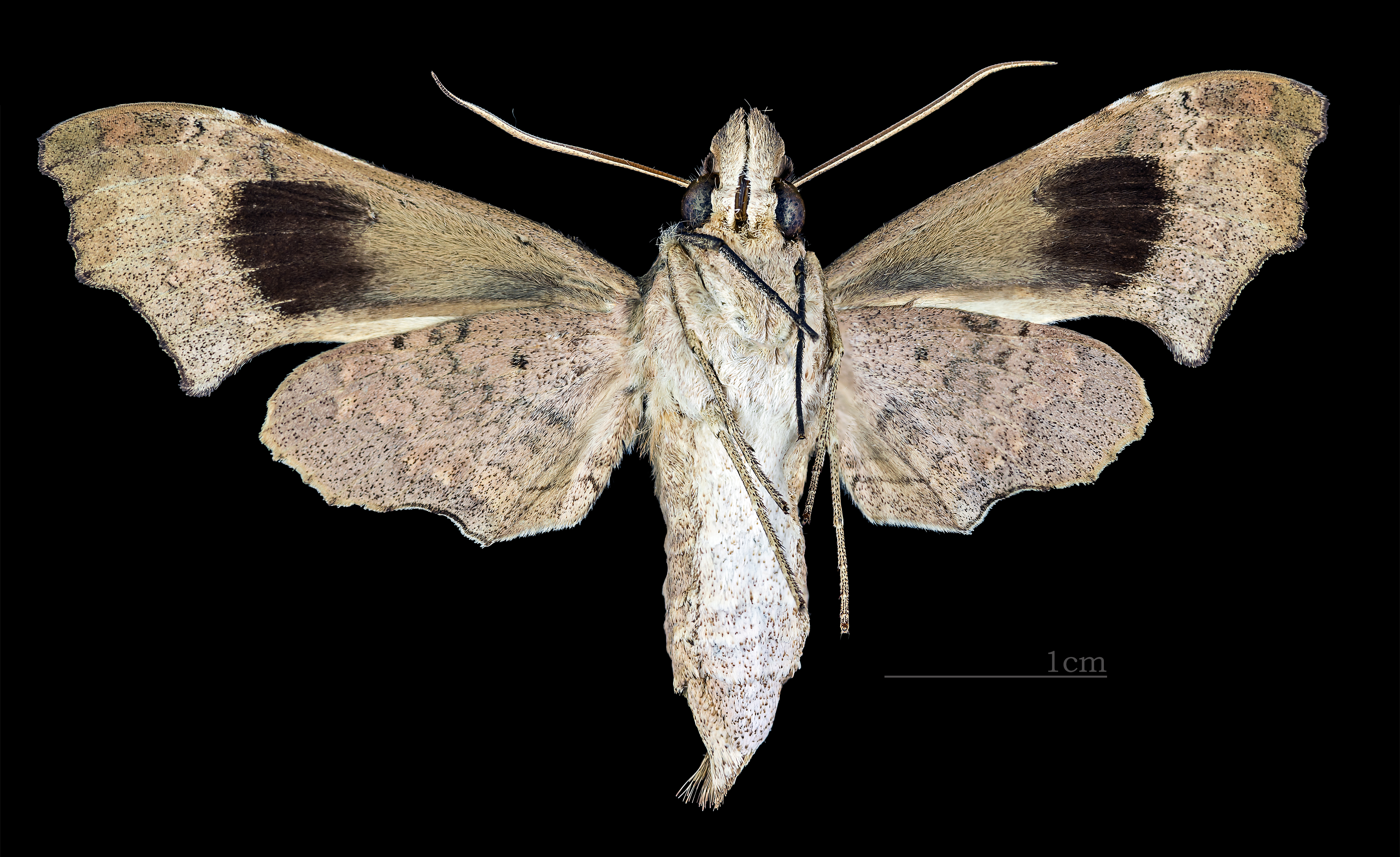
Ventral da fêmea
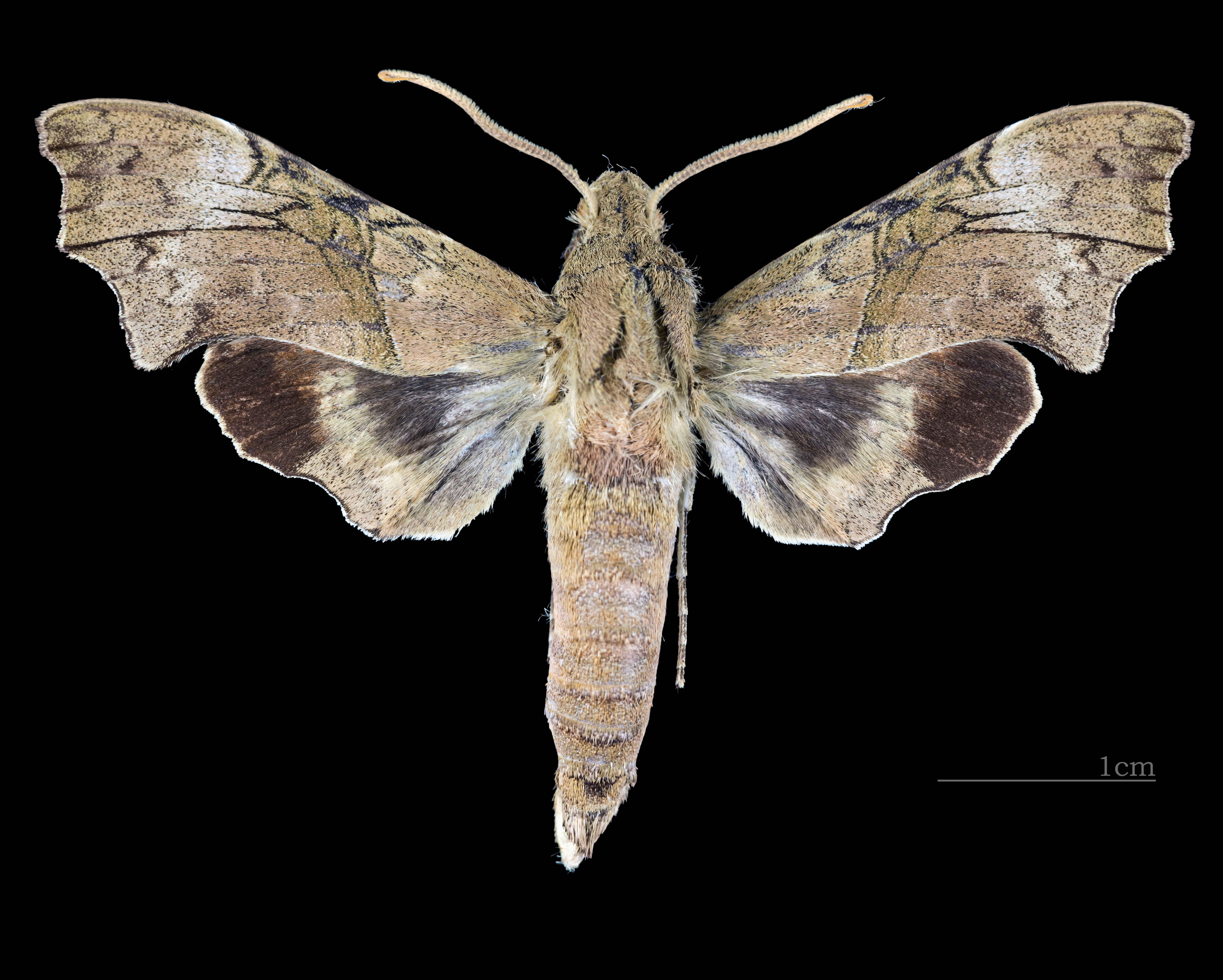
Dorsal do macho
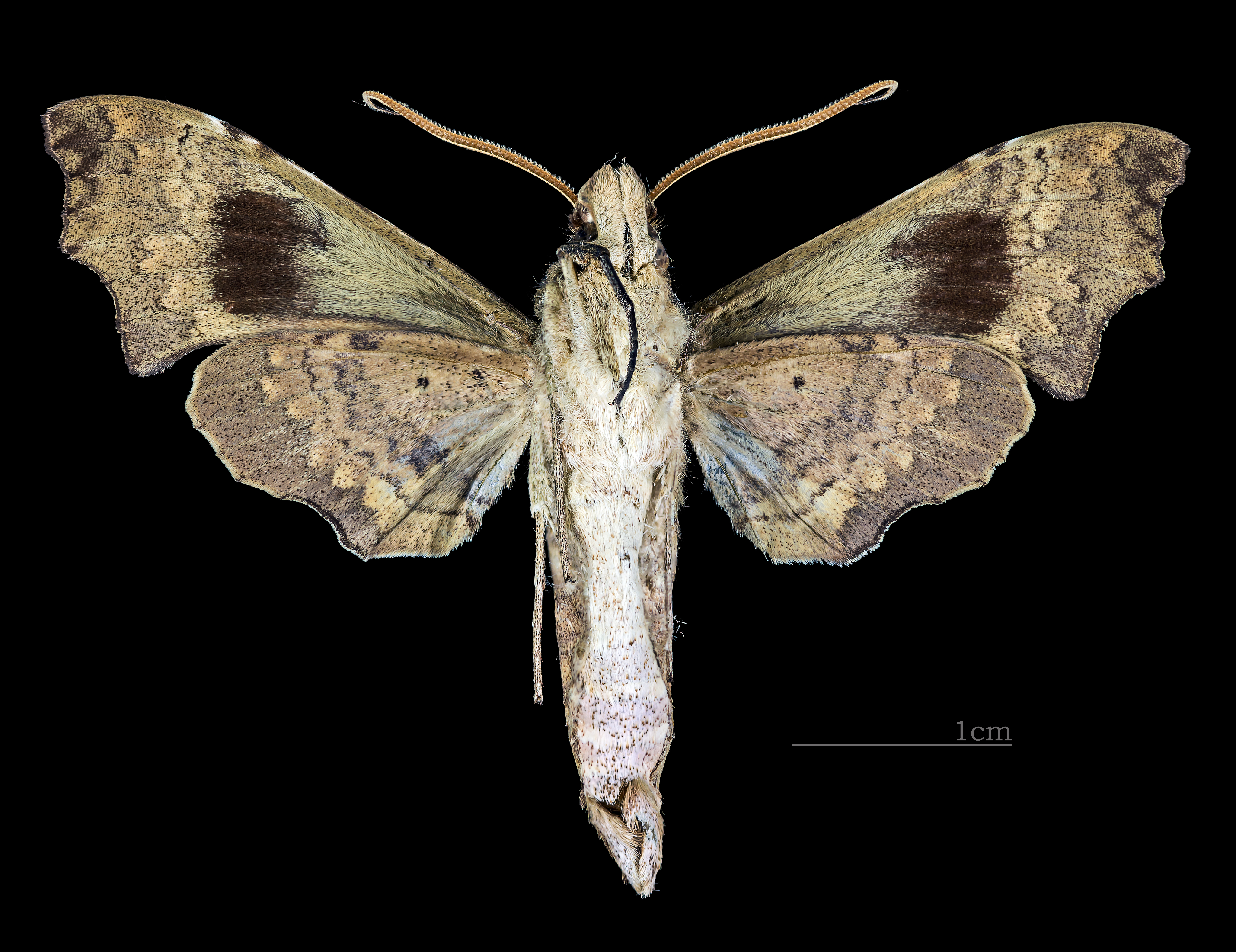
Ventral do macho

## Distribuição e habitat
Aleuron neglectum pode ser encontrada no México, Belize, Guatemala, Costa Rica, e grande parte da América do Sul, incluindo o norte, centro e sul da Venezuela ao Peru, Bolívia, Brasil, Argentina e Guiana Francesa. No Brasil, em específico, segundo dados do Sistema de Informação sobre a Biodiversidade Brasileira (SiBBr) e do Instituto Chico Mendes de Conservação da Biodiversidade (ICMBio), há ocorrências da espécie nos estados do Amazonas, Distrito Federal (Brasília), Espírito Santo, Maranhão (Balsas e em Fazenda Nova), Paraná, Pará, Rio de Janeiro, Rondônia, Roraima, Santa Catarina, São Paulo, Acre, Mato Grosso (Diamantino) e Mato Grosso do Sul. Em termos hidrográficos, ocorre nas sub-bacias da foz do Amazonas, do litoral do Rio de Janeiro, do Negro, do Paranapamena, do Paranaíba, do Paraíba do Sul, do Baixo Tocantins, do Trombetas e do Xingu. Habita áreas abertas e arborizadas nos biomas da Amazônia, Cerrado e Mata Atlântica.

## Ecologia
Aleuron neglectum tem alimentação herbívora (fase larval) e nectarívora (fase adulta). Adultos foram avistados em voo de julho a janeiro na Costa Rica, em março, agosto e outubro na Guiana Francesa, em fevereiro e maio em Mato Grosso, no Brasil, e em julho em Villavicencio, em Meta, na Colômbia. As fêmeas chamam os machos com um feromônio liberado por uma glândula na ponta do abdome. Os adultos voam ao anoitecer e não são atraídos por luzes. Visitam poças d'água e frequentemente se alimentam de néctar em flores de pingo-de-ouro (Duranta repens). As larvas provavelmente se alimentam de cajueiro-bravo-do-campo (Curatella americana) e outros membros da família das dileniáceas (Dilleniaceae). Eurides Furtado as relata em Curatella, Doliocarpus, Davilla nitida e Tetracera. As larvas têm "chifres" muito longos nos primeiros ínstares e são verdes. As larvas tornam-se mais escuras, quase marrons, à medida que amadurecem, e o corno anal diminui bastante. O desenvolvimento larval leva cerca de 36 dias. As pupas são lisas e brilhantes e as pupas são formadas em câmaras subterrâneas rasas. A eclosão ocorre aproximadamente 18 dias após a pupação.

## Conservação
Aleuron carinata é ameaçada pelas culturas anuais, silvicultura, pecuária (Cerrado), expansão urbana (Mata Atlântica) e queimadas não planejadas e/ou não autorizadas em todos os biomas onde ocorre. Apesar disso, essas ameaças não representam risco significativo a ponto de colocar em risco a conservação da espécie. Em 2018, foi classificada como pouco preocupante no Livro Vermelho da Fauna Brasileira Ameaçada de Extinção do Instituto Chico Mendes de Conservação da Biodiversidade (ICMBio). Em sua área de distribuição, está presente em algumas áreas de conservação: a Área de Proteção Ambiental de Petrópolis (APA Petrópolis), a Área de Proteção Ambiental do Planalto Central (APA Planalto Central), a Estação Ecológica de Maracá (ESEC de Maracá), o Parque Nacional da Serra dos Órgãos (PARNA da Serra dos Órgãos), a Reserva Ecológica do Gurupi (Rebio do Gurupi), a Estação Ecológica de Águas Emendadas, o Parque Estadual do Morro do Diabo (PE do Morro do Diabo), a Reserva Particular de Patrimônio Natural Fazenda Limeira (RPPN Fazenda Limeira) e a Terra Indígena Alto Rio Negro.